# Avenue du Kouter
L'avenue du Kouter (en néerlandais: Kouter) est une rue bruxelloise de la commune d'Auderghem.

## Situation et accès
Cette voie qui fourche de la rue Valduc descend jusqu'au boulevard du Souverain.
Sa longueur est d'environ 800 mètres.

## Origine du nom
Kouter signifie en flamand brabançon champ, terre arable, terre agricole. Le mot est issu du latin « cultura ». Le nom de la rue a conservé sa forme flamande, dans les deux langues.

## Historique et description
L'Atlas des Communications Vicinales de 1843 mentionne le sentier champêtre no 40 courant entre les terres cultivables de l'actuelle Avenue Henri de Brouckère vers la chaussée de Wavre. Il y était décrit sous l'appellation claeverstraetje (petite rue du Trèfle) menant de la chapelle Sainte-Anne vers Bruxelles.
Dans la partie basse où furent construites les premières maisons, l'assiette du chemin était plutôt large. Cette partie fut pavée en 1906. Elle arrivait à peu près à l'étroit chemin no 43 qui existe encore (rue Antoine Vandergoten).
Dès 1917, la rue du Trèfle devint la rue du Cauter, afin de supprimer des doublons dans l'agglomération. Le 8 juillet 1927, l' avenue du Cauter devint l' avenue du Kouter-Kouterlaan.
Au début de 1936, un important entrepreneur de travaux publics, la firme Tedesco, demanda l'autorisation de tracer quelques rues dans les environs. Elle reçut cette autorisation à condition qu'elle termine à ses propres frais les travaux encore inachevés de l'avenue du Kouter. C'est ainsi que ce vieux sentier champêtre a reçu à cette époque et sur une longueur de 800 m sa physionomie actuelle.

## Bâtiments remarquables et lieux de mémoire
Le 10 mai 1940, un bombardement détruisit la maison au no 38. Ainsi mourut à Auderghem la première victime civile de cette guerre, M. Sturbois Émile, âgé de 18 ans.
Une autre victime de la guerre, Guillaume Van Nerom habitait au no 363. Il mourut en détention politique en Allemagne et son nom a été donné à une rue d'Auderghem.

## Galerie de photographies

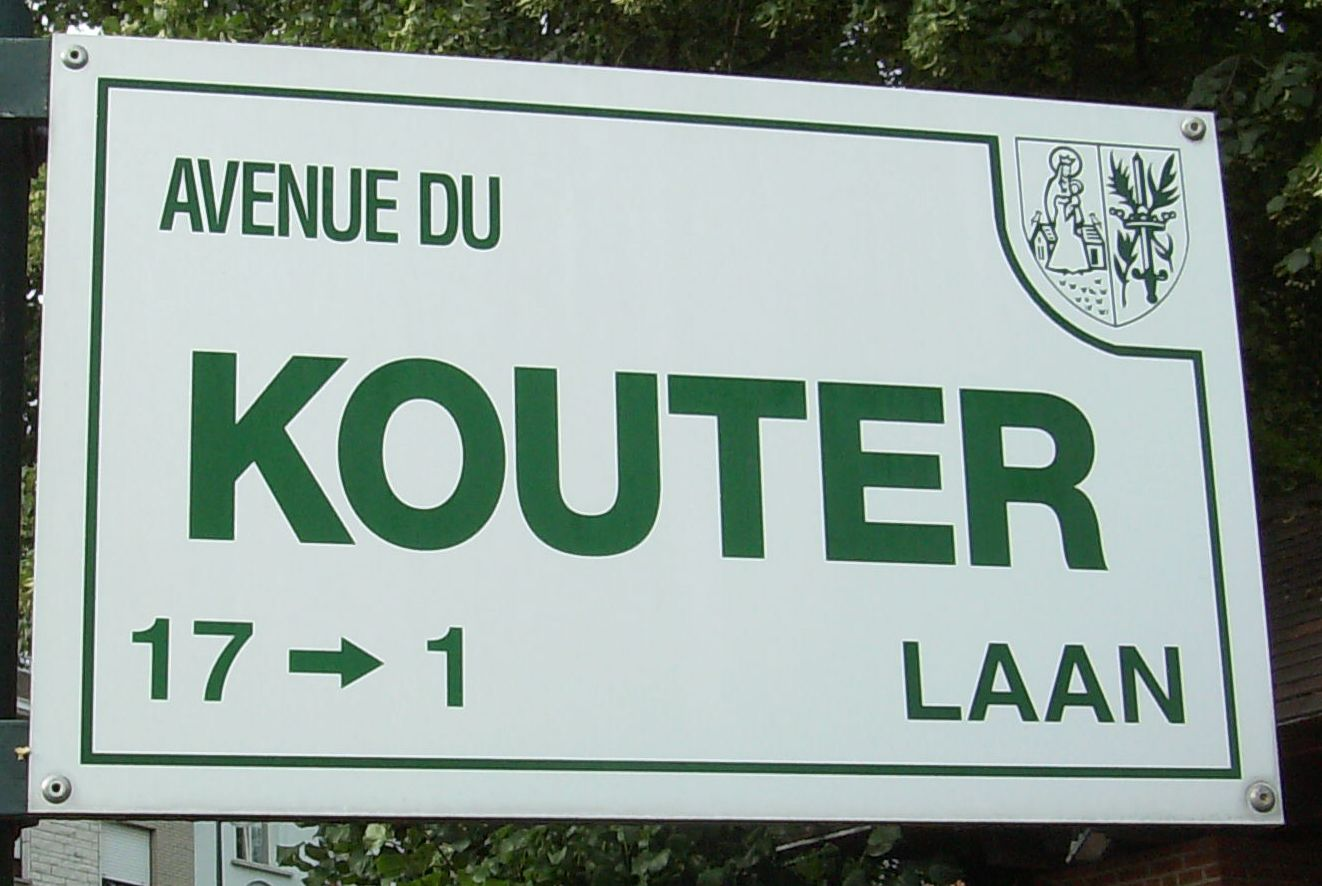
Plaque de l'avenue du Kouter.
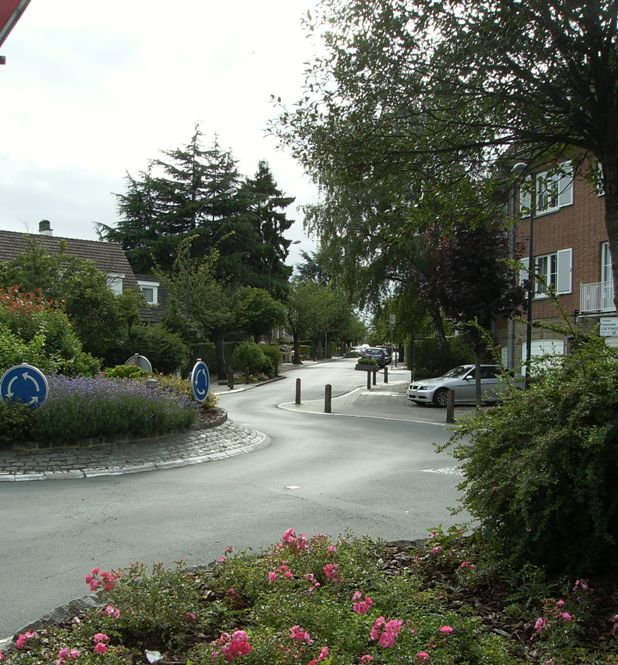
La montée du Kouter vue depuis le rond-point avec l'avenue Geyskens.